# جليد (فلم وثائقي)
جليد هو فيلم وثائقي سعودي من إخراج وإنتاج عبد الرحمن صندقجي، يتكلم الفيلم عن رحلة مدرب الغوص حسام شكري وطبيبة الأطفال مريم فردوس في الذهاب إلى المحيط المتجمد الشمالي.
عُرض الفيلم لأول مرة في الدورة الرابعة من مهرجان أفلام السعودية بتاريخ 30 مارس 2017، وفاز بجائزة لجنة التحيكم الخاصة وجائزة أفضل تحرير لعبد الرحمن صندقجي في مسابقة الأفلام الوثائقية.
كما عُرض الفيلم في مركز الملك فهد الثقافي في مدينة الرياض ضمن مسابقة الأفلام القصيرة وفاز فيها بجائزة أفضل فيلم وثائقي عام 2018.

## ملخص الفيلم
يجسد الفيلم رحلة مغامرين سعوديين نحو المحيط المتجمد الشمالي من بداية انطلاقهما من السعودية وحتى عودتهما، ليصبحا أول عربيين يغوصان في المحيط المتجمد الشمالي.